# Hervé Kabasele
Hervé Kabasele Kasonga (Mbuji-Mayi, 24 ottobre 1996) è un cestista della Repubblica Democratica del Congo.

## Carriera
Con il RD del Congo ha disputato i Campionati africani del 2017.